# منوحا فينحلا
مَنُوحَا وَنَحَلَا (بالعبرية: מנוחה ונחלה) وتعني الراحة والموروث جمعية استيطانية صهيونية تأسست في السابع من آذار عام 1890 على يد مجموعة من منظمة "أحباء صهيون" وارسو، بولندا بقيادة إلياهو زئيف ليفين إبشتين وزئيف غلوسكين، اللذين كانا ممثلين لها في فلسطين بهدف إنشاء مستعمرة فيها لا تعتمد على دعم البارون روتشيلد، أي مستعمرة مستقلة اقتصادياً وسياسياً واجتماعياً، اشترى أعضاء الجمعية 10600 دونم من الأراضي الواقعة جنوب ريشون لتسيون، من يهوشوا هانكين الذي اشتراها من أنطون روك، وهو تاجر عربي مسيحي من يافا. وأسس مستعمرة رحوفوت مع آباء الفكرة: أهارون أيزنبرغ، ويهوشوا هانكين وأبراهام دونديكوف، وليفين إبشتين. وبعد إنشاء مستوطنة رحوفوت هاجر معظم أعضاء الجمعية إلى فلسطين.
بدأت الجمعية نشاطها عام 1889 في وارسو كفرع لأحباء صهيون وكان أعضاؤها ينتمون إلى طبقة اجتماعية واقتصادية المتوسطة من التجار ورجال الأعمال. وانضم أبرزهم إلى جمعية "بني موشيه" السرية التي كان آحاد هعام زعيمها الروحي.